# Dionizjusz z Olimpu
Dionizjusz z Olimpu (ur. ok. 1500, zm. 23 stycznia 1541) – grecki mnich, święty prawosławny.

## Życiorys
Święty Dionizy z Olimpu urodził się około 1500 roku na północy Grecji. W młodym wieku wstąpił do klasztoru, gdzie prowadził życie pełne ascezy i modlitwy. Zdobył reputację człowieka świętego, co doprowadziło do jego wyboru na biskupa Litochoro. Nigdy nie przyjął tego wyboru, oddając się życiu w ascezie. 
Był znany ze swoich cudów, w tym uzdrowień oraz daru przewidywania przyszłości. Zmarł w wieku 85 lat, a jego kult zaczął się rozwijać zaraz po jego śmierci. W 1867 roku został kanonizowany przez Kościół Grecji. Jego wspomnienie obchodzone jest 23 stycznia.

## Cuda
Dionizy był znany z licznych cudów, w tym z uzdrowień oraz zdolności rozpoznawania grzechów osób, które przychodziły po jego duchowe porady. Wiele osób przypisywało mu również inne nadprzyrodzone zdolności.